# Maurizio Seracini
Maurizio Seracini (Firenze, 16 dicembre 1946) è un ingegnere italiano, attivo nel campo della diagnostica per i beni culturali.

## Biografia
Laureato in bioingegneria all'Università della California, San Diego (UCSD) e in ingegneria elettronica all'Università di Padova. Specializzato in diagnostica di beni culturali. Ha fondato a Firenze, nel 1977, la Editech S.r.l, primo centro diagnostico per i beni culturali in Italia. Nel 2007 ha creato a UCSD il Center of Interdisciplinary Science for Art  Architecture and Archaeology (CISA3). 

## Alla ricerca dellaBattaglia di Anghiaridi LeonardoCenter

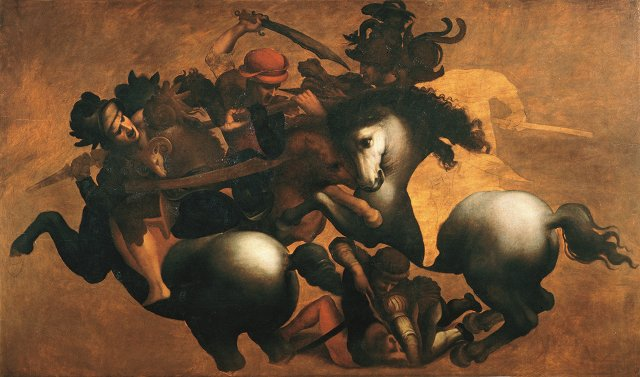
Una replica della Battaglia di Anghiari (Palazzo Vecchio, Firenze).

Seracini è noto per la sua discussa ricerca all'opera di Leonardo da Vinci, La battaglia di Anghiari nel Salone dei Cinquecento, Palazzo Vecchio a Firenze, e per l'indagine diagnostica sull'Adorazione dei Magi.
La ricerca della Battaglia di Anghiari, sostenuta dalla National Geographic Society e dal Center of Interdisciplinary Science for Art, Architecture and Archaeology (CISA3) dell'Università della California di San Diego, in collaborazione con il Comune di Firenze, è stata ricostruita nel documentario Leonardo: l'ultimo segreto, andato in onda nella trasmissione Voyager su Rai2 il 19 marzo 2012 e in versione integrale e in alta definizione il 20 marzo 2012 sul canale Sky, National Geographic Channel HD.